# Жабчиці
Жабчиці (біл. Жабчыцы) — село в Пінському районі Брестської області Білорусії, у складі Молотковицької сільради. Населення — 502 особи (2019).

## Географія
Жабчиці знаходяться за 9 км на північний захід від центру Пінська. Селище пов'язане місцевими дорогами із сусідніми селами Молотковичі, Садове та Домашиці. Місцевість належить басейну Дніпра, через селище тече струмок, що впадає в річку Піну. Найближча залізнична станція в Молотковичах (лінія Брест — Пінськ — Гомель).

## Історія
Перша згадка Жабчиць відноситься до 1524, коли королева Бона Сфорца підтвердила права на маєток Федора Щепи. У 1534 році маєток перейшов до роду Олізарів, згодом Жабчиці часто змінювали власників аж до кінця XVIII століття, коли вони стали родовим маєтком роду Красицьких.
З часу територіально-адміністративної реформи середини XVI століття у Великому князівстві Литовському Жабчиці входили до складу Пінського повіту Берестейського воєводства.
Після другого поділу Речі Посполитої (1793) у складі Російської імперії село входило до складу Пінського повіту. Першим власником маєтку з-поміж Красицьких був архієпископ Ігнатій Красицький, поет і публіцист. Потім маєтком володіли його син Мартін, онук Роман та правнук Генріх, який став останнім власником Жабчиць із Красицьких. Перед 1939 роком маєток належав роду Мінкових.
1788 року Ігнатій Красицький збудував трохи осторонь від маєтку та села греко-католицьку церкву св. Параскеви П'ятниці, у ХІХ столітті вона була передана православним. У ХІХ столітті Красицькі звели у Жабчицях садибний будинок, навколо якого було розбито пейзажний парк. Садиба була повністю знищена в ході боїв у 1944.
Згідно з Ризьким мирним договором (1921) село увійшло до складу Польщі. З 1939 року у складі БРСР. У 1940—1955 роках Жабчиці були центром Жабчицького району (спочатку Пінській, з 1954 року — Брестської області). 30 травня 1955 року центр району було перенесено до сусіднього села Молотковичі.
За радянських часів церква Параскеви П'ятниці опинилася на території сусіднього із Жабчицями селища Садове. Незважаючи на це у багатьох джерелах, включаючи Державний список історико-культурних цінностей Республіки Білорусь, вона віднесена до Жабчиць, оскільки будувалася власниками цього маєтку.